# أيدع أمريكي
أيدع أمريكي (الاسم العلمي: Dracaena americana)، وتعرف باسم شجرة تنين أمريكا الوسطى أو الخشب الشمعيّ، هي شجرة من الإقليم المداري الجديد تتبع جنس أيدع، موطنها جنوب المكسيك، وغواتيمالا، وبنما، وهندوراس، وبليز، وكوستاريكا، وكولومبيا. إنهُ واحد من نوعين فقط من الأيدع موطنهما الأمريكتين، والآخر هو الأيدع الكوبي.